# Badamlı
Badamlı är en ort i Azerbajdzjan.   Den ligger i distriktet Nachitjevan, i den sydvästra delen av landet, 400 kilometer väster om huvudstaden Baku. Badamlı ligger 1 439 meter över havet och antalet invånare är 1 078.
Terrängen runt Badamlı är huvudsakligen kuperad, men norrut är den bergig. Terrängen runt Badamlı sluttar söderut. Närmaste större samhälle är Cahri, 15,0 kilometer sydväst om Badamlı. 
Trakten runt Badamlı består i huvudsak av gräsmarker. Runt Badamlı är det ganska glesbefolkat, med 30 invånare per kvadratkilometer.